# Adolf Wach
Adolf Ludwig Eduard Gustav Wach (Culm, 11 de setembro de 1843 - Leipzig, 4 de abril de 1926) mais conhecido com Adolf Wach foi um jurista alemão.

## Vida e carreira
Durante seus estudos, se tornou membro da Burschenschaft Allemannia Heidelberg, em 1862. Depois de estudar direito em Berlim, Heidelberg, Königsberg, e Göttingen, e obter sua Habilitação em direito canônico e direito processual, em Königsberg em 1868, tornou-se professor da Universidade de Rostock em 1869, de Tübingen em 1871 e da universidade de Bonn em 1872.
Foi professor de direito canônico da Universidade de Leipzig de 1875 a 1920. Sua especialidade era o direito de processos civís.
A partir de 1879, ele trabalhou como auxiliar de um juiz do tribunal regional de Leipzig, enquanto continuava seus estudos. Wach foi membro do Conselho Secreto Real Saxão, e foi nomeado temporariamente um membro do da segunda câmara, como representante da Universidade de Leipzig.
Ele foi membro de várias organizações: foi do conselho da Igreja de São Nikolai, e membro do Sínodo. Ele era um membro do conselho de administração da associação da Missão Interior, uma organização para a distribuição de bíblias, etc. Wach foi nomeado para ser Ministro da Cultura e procurou se tornar nobre, e era consequentemente visto como pretensioso.
"Wach era um homem de grande pompa. De seus alunos, lhe interessavam o Barão, o Conte, e o Príncipe. Nos eventos sociais do corpo docente,... Wach nunca ostentava sua riqueza com sua família,... pois os presentes não eram da burgesia... Quando seu filho mais velho ingressou no serviço militar, ele poderia escolher de qual divisão ele iria participar, como qualquer jovem. Wach dizia aos outro professores que tinha muita dificuldade em escolher a melhor divisão das forças armadas. Dizia que ele aconselharia seu filho de escolher a cavalaria ou a força aérea pela exclusividade. Wach conseguiu levar seu filho à cavalaria de Dresden,...— Rudolf Mothes
Wach casou-se aos 23 anos de idade em março de 1870, em Frankfurt (Main), com Elisabeth (Lili) Mendelssohn Bartholdy (1845-1910), a filha mais nova do compositor Felix Mendelssohn Bartholdy. Wach era membro da Gewandhaus, iniciada por seu sogro, à quem foi erguido um monumento em frente à entrada principal do Gewandhaus. Seu filho foi o arquiteto Hugo Wach.
Wach passava suas férias de verão regularmente em Wilderswil, no Cantão de Berna, onde comprou um pedaço de Terra e construiu três casas em 1880. Eventualmente se mudou com sua família e Wach tornou-se cidadão honorário de Wilderswil. Os restos mortais de Lili e Adolf Wach estão no cemitério Gsteig bei Interlaken.

## Trabalho
- Der Arrestprozeß in seiner geschichtlichen Entwicklung. 1. Teil: Der italienische Arrestprozeß. Leipzig 1868.
- Manual do código alemão de direito civil. 1885.
- Estrutura do processo penal. 1914.

## Leitura complementar
- Dagmar Unger: Adolf Wach (1843–1926) und das liberale Zivilprozeßrecht. Berlin 2005, ISBN 3-428-11482-5.
- Gerold Schmidt: Zur Erinnerung an den großen Prozeßrechtler Adolf Wach (1843–1926). In: Zeitschrift für Zivilprozeß (ZZP), 100. (Jubiläums-)Bd. 1987, S. 3–10.